# 4880 Tovstonogov
4880 Tovstonogov este un asteroid din centura principală, descoperit pe 14 octombrie 1975 de Liudmila Cernîh.